# Symmimetis muscosa
Symmimetis muscosa är en fjärilsart som beskrevs av Turner 1907. Symmimetis muscosa ingår i släktet Symmimetis och familjen mätare. Inga underarter finns listade i Catalogue of Life.